# It Was a Very Good Year
It Was a Very Good Year est une chanson écrite par Ervin Drake en 1961 et initialement interprétée par Bob Shane et rendue célèbre par la version de Frank Sinatra de 1965.

## Thème
Le narrateur raconte sur un rythme lent et nostalgique la fuite du temps, de ses jeunes années (« When I was seventeen, it was a very good year » / « Mes dix-sept ans furent une excellente année ») au temps présent (« But now the days are short, I'm in the autumn of the year » / « Mais les jours passent vite et je suis à l'automne de ma vie ») en prenant le vin pour métaphore finale (« And now I think of my life as vintage wine from fine old kegs » / « Et je vois maintenant ma vie comme un vin d'un bon vieux cru »). 
Il y évoque trois périodes charnières de sa vie (dix-sept, vingt-et-un et trente-cinq ans), complémentées par le temps présent et résumées à partir des relations amoureuses qu'il a entretenues. Soutenue par un ensemble typique du swing orchestral du début des années 1960, où dominent cordes et vents accompagnés d'arpèges à la harpe, la chanson suit une progression douce-amère soulignée par les inflexions du chant de Frank Sinatra, qui varie légèrement à chaque refrain où il répète « It was a very good year » / « C'était une excellente année », avant de conclure sur une note positive et apaisée.
Cette chanson a notamment été reprise par Robbie Williams en 2003 sur son album Swing When You're Winning.
Elle sert également d'ouverture à la présentation de la deuxième saison de la série Les Soprano, lors d'un montage représentant les différentes activités des personnages principaux durant les années précédentes.

## Reprises
En 1964, Romuald (Figuier), enregistre la version française : Ma plus belle année. En 1965, la chanson est reprise par Frank Sinatra à qui en est souvent attribuée par erreur la paternité.